# Lý Thương Ẩn
Lý Thương Ẩn (chữ Hán: 李商隱; 813 - 858) biểu tự Nghĩa Sơn (義山), hiệu Ngọc Khê sinh (玉谿生), Phiền Nam sinh (樊南生) là một trong những nhà thơ lớn nhất của văn học Trung Quốc sống vào đời Vãn Đường.
Ông là một nhà thơ nổi tiếng với trường phái lãng mạn, giá trị văn học cực cao, cùng Đỗ Mục được gọi là Tiểu Lý Đỗ (小李杜), so sánh với cặp Lý Bạch - Đỗ Phủ trước đó. Ngoài ra, ông cùng Ôn Đình Quân được gọi là Ôn Lý (溫李); cùng Ôn Đình Quân, Đoạn Thành Thức có phong cách thơ văn tương cận, hợp xưng Tam thập lục thể (三十六體).

## Cuộc đời

### Gia thế
Lý Thương Ẩn tự xưng là dòng dõi họ Lý Lũng Tây và là hậu duệ của quan tùng sự Quang Châu (tỉnh Sơn Đông ngày nay) Lý Ngưng Chi (李凝之) thời Bắc Tề. Theo nghiên cứu của Trương Thải Điền (张采田), Lý Thương Ẩn là tông thất hoàng tộc nhà Đường và chính bản thân ông cũng thừa nhận điều này trong nhiều bài thơ cũng như tác phẩm văn chương của mình.
Gia sử Lý Thương Ẩn có thể được truy nguyên đến đời cao tổ Lý Thiệp (李涉). Chức vị cao nhất mà Lý Thiệp từng đảm nhận là huyện lệnh Mỹ Nguyên. Tằng tổ Lý Thúc Hằng (李叔恆) từng giữ chức huyện uý An Dương, ông nội Lý Phụ (李俌) từng giữ chức Tham quân lục sự Hình Châu, còn thân phụ Lý Tự (李嗣) vốn ban đầu là Điện trung thị ngự sử, nhưng khi sinh ra Lý Thương Ẩn thì nhậm chức huyện lệnh Hoạch Gia (nay thuộc tỉnh Hà Nam).

### Thiếu thời
Lý Thương Ẩn sinh ra tại Huỳnh Dương. Khi lên ba tuổi, cậu theo cha đến sống vùng Trấn Giang, Thiệu Hưng khi ông được điều đến đây làm một chức quan nhỏ. Vì vậy nên cũng có ý kiến cho rằng Lý Thương Ẩn thực chất được sinh ra ở Trấn Giang chứ không phải ở Huỳnh Dương. Trước khi lên 10 tuổi, cha Lý Thương Ẩn qua đời tại Trấn Giang, vì vậy mà cậu cùng mẹ và các em quay về quê nhà ở Hà Nam, sinh sống trong cảnh túng thiếu và buộc phải dựa dẫm vào sự giúp đỡ của những người họ hàng. Vì là người con cả trong gia đình, cậu phải đảm nhận trách nhiệm gánh vác gia đình. Sau này, trong một tác phẩm của mình, Lý Thương Ẩn có kể lại rằng mình hồi trẻ từng phải đi làm thuê, sao chép sách vở cho người khác để kiếm tiền nuôi gia đình.
Cuộc sống khốn khó thời trẻ đã giúp tạo nên tính cách cũng như con người của Lý Thương Ẩn. Với mong muốn làm làm rạng danh tổ tiên, Lý Thương Ẩn siêng năng học tập, ước mong thành công trên đường khoa cử, háo hức được làm quan càng sớm càng tốt. Trên thực tế, cậu nỗ lực làm lụng chăm chỉ, đảm đương mọi trách nhiệm trong gia đình. Khi đến tuổi trưởng thành, cậu dành thời gian để thủ hiếu với mẹ và thực hiện cải táng linh cữu của những người thân phải chôn nhờ ở nơi đất khách về với quê nhà Huỳnh Dương. Học giả Trần Di Hân (1924－2000) cho rằng những việc làm này của Lý Thương Ẩn không chỉ bị chi phối bởi tư tưởng Tông pháp (宗法) vốn đã ăn sâu trong tâm thức người Hán, mà còn bởi vì Lý Thương Ẩn vốn mồ côi cha từ nhỏ, lại lớn lên trong nghèo khó, gia cảnh sa sút, nên cậu rất coi trọng cốt nhục của mình. Mặt khác, những kinh nghiệm thu được thời niên thiếu đã giúp cậu phát triển một tính cách do dự, mẫn cảm nhưng một tâm hồn thanh nhã và cao thượng. Những đặc điểm này không chỉ được thể hiện trong những bài thơ, mà còn được phản ánh trong con đường hoạn lộ đầy gian nan của Lý Thương Ẩn.
Người thầy có ảnh hưởng lớn nhất đối với Lý Thương Ẩn là người chú họ mà cậu đã gặp sau khi cùng mẹ quay về quê nhà Huỳnh Dương sinh sống. Chú cậu tuy từng theo học tại Thái học viện, nhưng sống ẩn cư không ra làm quan. Theo hồi ức của Lý Thương Ẩn, vị đường thúc này là tinh thông kinh học, tiểu học, cổ văn và thư pháp và bản thân ông cực kỳ coi trọng tài năng của người cháu nhỏ tuổi của mình. Dưới ảnh hưởng từ chú, Lý Thương Ẩn "năng vi cổ văn, bất hỉ ngẩu đối" (能为古文，不喜偶对). Khi mới 16 tuổi, cậu viết hai bài Tài luận 才论 và Thánh luận 圣论 (nay không còn) được nhiều sĩ đại phu đương thời khen ngợi. Trong số những nhân vật tán dương tài năng của Lý Thương Ẩn có Thiên Bình quân tiết độ sứ Lệnh Hồ Sở.
Lệnh Hồ Sở là một nhân vật quan trọng khác trong sự nghiệp học thuật của Lý Thương Ẩn. Bản thân Lệnh Hồ Sở cũng là một chuyên gia "biền ngẫu văn" và đặc biệt mến mộ tài hoa phi thường của cậu học trò trẻ tuổi này. Ông không chỉ truyền thụ tài nghệ sáng tác "biền ngẫu văn" cho Lý Thương Ẩn mà còn nhận cậu làm môn hạ, giúp đỡ gia đình cậu và khuyến khích cậu giao du cùng những người con của mình. Kể từ đó, Lý Thương Ẩn giao du thân thiết với Lệnh Hồ Đào. Với sự giúp đỡ của Lệnh Hồ Sở, kỹ năng "biền ngẫu văn" của Lý Thương Ẩn nhanh chóng tiến bộ vượt bực. Tự tin với khả năng, cậu hy vọng sẽ có thể sử dụng năng lực của mình để làm bàn đạp bước vào chốn quan trường.

### Con đường thi cử
Vào thời nhà Đường, các phần tử tri thức không phải dòng dõi "trâm anh thế phiệt" thường hy vọng tiến thân bằng con đường làm quan. Để có thể trở thành quan, họ thường có hai lựa chọn: một là bằng Khoa cử hai là thông qua Mạc phủ. Khoa cử là một hình thức khảo thí tuyển chọn quan lại, và được xem như là một phương pháp chính thức để đánh giá năng lực hành chính của người đó. Con đường thứ hai là nhân viên thường vụ trong mạc phủ, rồi dựa vào các tướng lĩnh hoặc quan lớn có thế lực bồi dưỡng chính trị, nếu như chứng minh được bản thân, người đó sẽ có khả năng được những vị tướng lĩnh, quan lớn này tiến cử, và qua đó có thể trở thành quan viên chính thức trong triều đình. Vào thời Trung Đường và Vãn Đường, rất nhiều quan lại đã thăng tiến thông qua con đường khoa cử, nhưng cũng có không ít người gặt hái kinh nghiệm làm việc tại mạc phủ.
Năm Khai Thành thứ 2 đời Đường Văn Tông (837), Lý Thương Ẩn thi đậu tiến sĩ. Trước đó ông đã từng ra ứng thí nhiều lần, nhưng đều thất bại. Không rõ năm mà Lý Thương Ẩn đi thi lần đầu tiên là năm bao nhiêu. Có ý kiến thậm chí cho rằng Lý Thương Ẩn đã bắt đầu con đường khoa cử lận đận dài dằng dặc của mình kể từ 10 năm trước đó, tức năm Thái Hòa thứ 2 (828). Cũng giống như đại đa số sĩ tử thiếu gốc gác thế tộc thời bấy giờ, Lý Thương Ẩn không trông cậy vào việc thi một lần mà đậu ngay. Những văn thơ của ông còn lưu truyền không hề đề cập tới tình hình lúc bấy giờ, điều này chứng tỏ rằng ông không thực sự chú tâm tới sự thất bại trong lần dự thi đầu tiên này. Tuy nhiên, khi mà số lần thất bại ngày càng nhiều, ông dần dần bắt đầu bất mãn. Trong bài thơ "Tống tòng ông tòng Đông Xuyên hoằng nông thượng thư mạc", Lý Thương Ẩn so sánh vị quan chủ khảo đã đánh trượt mình là Giả Tốc (kỳ thi năm Thái Hòa thứ 7, 835) như một kẻ tiểu nhân cản bước mình thành công: "Loan hoàng kỳ nhất cử, yến tước bất tương nhiêu". Lý Thương Ẩn khi đó đã đến nương tựa Thứ sử Hoa Châu là Thôi Nhung, được bổ nhiệm làm thư ký. Sau đó, Thôi Nhung đã gửi Thương Ẩn đến chùa Nam Sơn để học tại đó. Đến tháng 3 năm Thái Hòa thứ 8 (834), Thôi Nhung được điều đi làm Quan sát sứ ở Duyện Hải, Lý Thương Ẩn cũng vì thế mà đi theo tới Duyện Châu.
Lý Thương Ẩn chưa từng cho là mình học thức không đủ. Trước đó, vào năm Thái Hòa thứ 4 (830), người bạn học cũ của của ông là Lệnh Hồ Đào đã thi đậu Tiến sĩ. Việc này hiển nhiên không phải là bởi vì Lệnh Hồ đào có học thức cao hơn Lý Thương Ẩn, mà bởi vì phụ thân của ông ta Lệnh Hồ Sở là một người có ảnh hưởng. Một hiện tượng phổ biến trong các cuộc khoa cử thời nhà Đường là giới quyền quý châm chước lẫn nhau, ưu tiên lựa chọn những người trong mạng lưới thượng lưu. Các thí sinh không có chỗ dựa thường sẽ cố gắng hết sức để kết giao quan hệ, hoặc nghĩ ra đủ loại biện pháp để khiến giám khảo cùng những người có tiếng tăm chú ý. Theo lời tự thuật của Lý Thương Ẩn, ông nằm trong diện tương đối ít nổi danh (Dữ đào tiến sĩ thư), nhưng nếu như nói ông chưa từng hy vọng Lệnh Hồ Sở sẽ hỗ trợ, nâng đỡ mình thì là một điều không chắc chắn. Một bức thư do Lý Thương Ẩn gửi Lệnh Hồ Đào vào năm Khai Thành thứ 1 chứng tỏ rằng tâm trạng của ông lúc bấy giờ đang khá phiền não. Lý Thương Ẩn trúng cử năm Khai Thành thứ 2 cũng là nhờ cha con Lệnh Hồ Sở gây ảnh hưởng lên quan giám khảo.

### Sự nghiệp làm quan
Lý Thương Ẩn đậu tiến sĩ khoa thi năm đó (837). Cuối năm, Lệnh Hồ Sở mắc bệnh rồi qua đời. Sau khi tham dự tang lễ Lệnh Hồ Sở không lâu, Lý Thương Ẩn tới Kính Châu (nay ở phía bắc huyện Kinh, tỉnh Cam Túc) làm phụ tá của Tiết độ sứ Vương Mậu Nguyên. Vương Mậu Nguyên vì mến tài, đã đem con gái gả cho Lý Thương Ẩn. Cuộc hôn nhân này đã kéo ông vào vòng xoáy chính trị của cuộc xung đột giữa Ngưu Tăng Nhụ và Lý Đức Dụ, sử gọi là "Ngưu-Lý đảng tranh".
Lý Thương Ẩn rơi vào tình cảnh xấu hổ: Vương Mậu Nguyên vốn giao hảo với Lý Đức Dụ, được xem là theo phe của họ Lý, trong khi đó cha con Lệnh Hồ Sở lại thuộc về phe Ngưu Tăng Nhụ. Hành vi của Lý Thương Ẩn khiến ông bị coi là phản bội lại người thầy kiêm người đỡ đần vừa mới qua đời của mình. Chính điều này đã khiến ông phải trả giá. Dưới thời nhà Đường, việc một người thi đậu tiến sĩ không đồng nghĩa rằng họ ngay lập tức nhận được chức quan, mà trước đó cần phải thông qua một cuộc khảo thí do Bộ Lại tổ chức. Vào năm Khai Thành thứ 3 (838), Lý Thương Ẩn tham gia cuộc khảo thí để chọn quan này, tuy nhiên tên của ông đã bị gạch và không được phúc thẩm, khiến ông trở thành quan trong triều chậm tới một năm. Tuy nhiên, ông không hối hận khi kết hôn với con gái của Vương Mậu Nguyên là Vương Yến Mỹ (王晏媄). Tình cảm hai người sau lễ thành hôn là rất tốt, trong mắt Thương Ẩn, Yến Mỹ là một cô vợ xinh đẹp, ôn hòa và hết mực quan tâm chồng.
Vào năm Khai Thành thứ 4 (839), Lý Thương Ẩn một lần nữa tham gia cuộc thi chọn quan và đã trúng tuyển một cách thuận lợi. Ông sau đó đã nhận được chức Bí thư tỉnh giáo thư lang (秘书省校书郎), tuy là một chức quan cấp thấp, nhưng có những cơ hội phát triển nhất định. Tuy nhiên, không lâu sau, Lý Thương Ẩn bị điều đi làm Huyện úy huyện Hoằng Nông (Linh Bảo, Hà Nam ngày nay). Tuy chức vụ huyện úy là không khác biệt với chức giáo thư lang về mặt cấp bực cho lắm, nhưng việc phải rời xa trung tâm quyền lực khiến cơ hội thăng tiến về sau phải chịu ảnh hưởng. Thời điểm Lý Thương Ẩn nhậm chức ở Hoằng Nông rất không thuận lợi khi ông bị cấp trên là Quan sát sứ Tôn Giản chỉ trích vì đã giảm nhẹ tội cho tù nhân đang phải lãnh án tử hình. Tôn Giản rất có thể đã đối xử với Lý Thương Ẩn không được tốt, khiến Thương Ẩn cảm thấy nhục nhã, không thể chịu đựng mà quyết định từ chức bằng cách xin nghỉ dài hạn.. Trùng hợp là trước khi Lý Thương Ẩn rời đi, Tôn Giản cũng bị điều đi nơi khác và được thay thế bởi Diêu Hợp. Diêu Hợp nghĩ cách làm dịu đi tình hình căng thẳng, an ủi Thương Ẩn, khiến ông cuối cùng miễn cưỡng lưu lại. Tuy nhiên, Lý Thương Ẩn do không có tâm trạng để làm việc, nên không lâu sau đó (Khai Thành năm thứ 5, 840) đã xin từ chức thêm một lần nữa và được chấp thuận.

## Sự nghiệp văn chương
Con đường công danh của Lý Thương Ẩn vô cùng gập ghềnh nhưng trong nền thơ Đường, Lý Thương Ẩn có một vị trí không nhỏ bên cạnh các thi nhân nổi tiếng khác như Đỗ Phủ, Lý Bạch và Bạch Cư Dị. Tác phẩm của ông gồm có Phàn nam giáp tập (20 quyển), Ất tập (20 quyển), Ngọc khê sinh thi (3 quyển); ngoài ra còn một quyển phú và một quyển văn. Thơ Lý Thương Ẩn hiện còn khoảng 600 bài, bao gồm ba nội dung chính. Một là thơ phản ánh những vấn đề chính trị, hai là thơ vịnh vật trữ tình, ba là thơ tình yêu (chủ yếu là viết cho người vợ quá cố Vương Thị). Những vấn đề chính trị phản ánh trong thơ ông chỉ chiếm một phần nhỏ trong số đó. Đây là hiện tượng đặc biệt so với các thi nhân trong thời Tàn Đường.
Thơ Lý Thương Ẩn có nhiều nét rất đặc sắc so với truyền thống thơ Đường. Ông tiếp thu ảnh hưởng cổ thi, nhạc phủ Hán - Ngụy và cả cung thể Lương - Trần. Ông cũng học tập phong cách hiện thực của Đỗ Phủ, phong cách lãng mạn của Lý Hạ. Vì vậy thơ ông khá phức tạp cả về nội dung tư tưởng lẫn hình thức nghệ thuật. Đặc sắc nhất trong thơ Lý Thương Ẩn là thơ tình. Ông có những bài thơ tình đặc sắc, nhiều bài thể hiện khát vọng, mang tâm trạng ẩn ức về hôn nhân - vấn đề mà lễ giáo phong kiến không cho phép tự do.
Vương An Thạch đời Tống khen rằng người đời Đường học tập Đỗ Phủ mà đạt được mức "phiên ly" (rào dậu, xấp xỉ) như ông thì chỉ có một mình Lý Thương Ẩn. Dương Ức và Lư Tử Nghi bắt chước phong cách thơ ông, làm ra tập Tây Côn thù xướng nên có tên Tây Côn thể.

## Một nhà thơ chung tình
Lý Thương Ẩn là nhà thơ giàu tình cảm và rất yêu vợ. Ông có tình cảm sâu nặng với người vợ Vương Thị của mình. Khi vợ qua đời, Lý Thương Ẩn vô cùng đau khổ. Ông đã làm nhiều bài thơ khóc vợ, trong số đó có những bài "Vô đề" rất nổi tiếng. Lý Thương Ẩn có thể nói là một trong số rất ít những nhà thơ viết về người vợ của mình.
Những bài thơ "Vô đề" của ông âm điệu nhịp nhàng uyển chuyển, tình điệu thê lương ai oán, niêm luật nghiêm túc chỉnh tề, ngôn từ gọt dũa bay bướm, tạo nên những hình tượng tươi đẹp, sinh động, cảm xúc sâu sắc chân thành. Tuy nhiên do cuộc đời nếm trải quá nhiều đau khổ, Lý Thương Ẩn trở nên bi quan tiêu cực, bám lấy hư vô chủ nghĩa, kết hợp với sự suy tàn của thời đại.
Dưới đây là một số bài thơ tiêu biểu, thể hiện tình yêu cao đẹp, sâu nặng của ông đối với người vợ quá cố:
| 无题 ... 相見時難別亦難， 東風無力百花殘； 春蠶到死絲方盡， 蠟炬成灰淚始乾。 曉鏡但愁雲鬢改， 夜吟應覺月光寒； 蓬萊此去無多路， 青鳥殷勤為探看。 | Vô Đề ... Tương kiến thì nan biệt diệc nan, Đông phong vô lực bách hoa tàn. Xuân tàm đáo tử ti phương tận, Lạp chúc thành hôi lệ thủy can. Hiểu kính đãn sầu vân mấn cải, Dạ ngâm ưng giác nguyệt quang hàn. Bồng Lai thử khứ vô đa lộ, Thanh điểu ân cần vị thám khan. |

| 嫦娥 ... 雲母屏風燭影深， 長河漸落曉星沉； 嫦娥應悔偷靈藥， 碧海青天夜夜心。 | Thường Nga ... Vân mẫu bình phong chúc ảnh thâm, Trường hà tiệm lạc hiểu tinh trầm. Thường Nga ưng hối thâu linh dược, Bích hải thanh thiên dạ dạ tâm. |